# 스테판 페트로비치 시파초프
스테판 페트로비치 시파초프(러시아어: Степа́н Петро́вич Щипачёв, 영어: Stepan Shchipachev, 1898년 12월 17일 - 1980년 1월 1일)은 소련의 시인 겸 수필가이다.

## 생애

### 문단 등단
소년 시절이자 러시아 제국 말기 시기인 1913년에 시인으로 첫 등단하였고 1916년 수필가로 등단하였다.

### 조선민주주의인민공화국 시인김순석과의 만남
북한 시인 김순석(金淳石)은 휴전 후 1년이 채 지나지 않은 1954년 4월 26일 소련작가동맹 초청으로 소련을 방문해 소련작가동맹 쉬빠쵸브와 교류하였고 쉬빠쵸브(시파초프)는 김순석의 전달을 통하여 김일성 조선민주주의인민공화국 국가원수가 친히 써 준 김효열(金孝悅)이라는 북조선식 이름을 받았다. 김순석은 조선민주주의인민공화국에 돌아와 쉬빠쵸브와 만나서 나눈 담화를 정리해 《서정시에 대한 담화》라는 글로 자신이 편집위원으로 있었던 〈조선 문학〉 1954년 8월호에 발표하기도 하였다. 쉬빠쵸브와의 만남은 김순석의 향토적 미의식이 가장 잘 드러나는 시집 《황금의 땅》에도 영향을 끼쳤다. 북조선에서는 1955년 조선작가동맹출판사가 《쉬빠쵸브 서정시선집》을 펴냈다.